# Daniel Thorsen
Daniel Thorsen (* 26. November 1986 in Bendigo) ist ein australischer Bahnradrennfahrer.
Daniel Thorsen gewann bei der Juniorenweltmeisterschaft 2003 in Moskau auf der Bahn die Silbermedaille im Keirin und Bronze im Scratch. Außerdem wurde er 2003 australischer Meister im Scratch der Juniorenklasse. Im nächsten Jahr gewann Thorsen bei den Commonwealth Youth Games die Bronzemedaille im Sprint und Gold im 1000-m-Zeitfahren. Bei der Juniorenweltmeisterschaft in Los Angeles holte er erneute Silber im Keirin und im Teamsprint gewann er die Bronzemedaille. 2004 verteidigte er auch seinen nationalen Meistertitel im Scratch und er gewann einen Weiteren im 1000-m-Zeitfahren.

## Erfolge – Bahn
2003
- Weltmeisterschaft – Keirin (Junioren)
- Weltmeisterschaft – Scratch (Junioren)
- Australischer Meister – Scratch (Junioren)

2004
- Commonwealth Youth Games – Sprint
- Commonwealth Youth Games – 1000-m-Zeitfahren
- Weltmeisterschaft – Keirin (Junioren)
- Weltmeisterschaft – Teamsprint (Junioren)
- Australischer Meister – 1000-m-Zeitfahren (Junioren)
- Australischer Meister – Scratch (Junioren)

## Teams
- 2006 Drapac Porsche
- 2007 Drapac Porsche